# Alexandr Sivcev
Alexandr Anatoljevič Sivcev (* 21. října 1962) je bývalý sovětský a ruský zápasník–judista a sambista.

## Sportovní kariéra
Připravoval se v Kursku pod vedením Michaila Skrypova. V širším výběru sovětské reprezentace se pohyboval od roku 1982 ve střední váze do 86 kg. Od roku 1985 se zkoušel prosadit v polotěžké váze do 95 kg, ale od roku 1987 startoval opět ve střední váze. V roce 1988 neuspěl v sovětské olympijské nominaci na olympijské hry v Soulu a vzápětí vypadl z užšího výběru sovětské reprezentace. Sportovní kariéru ukončil po roce 1990. Věnuje se trenérské práci.

## Výsledky
| Olympijské hry     | —  |    |   |   | — |    |   |   | —  |  |  |
| Mistrovství světa  |    | —  |   | — |   | 5. |   | — |    |  |  |
| Mistrovství Evropy | —  | —  | — | — | — | —  | — | — | 5. |  |  |
| ME juniorů         | 2. | 2. |   |   |   |    |   |   |    |  |  |